# Why Don’t You Do Right?

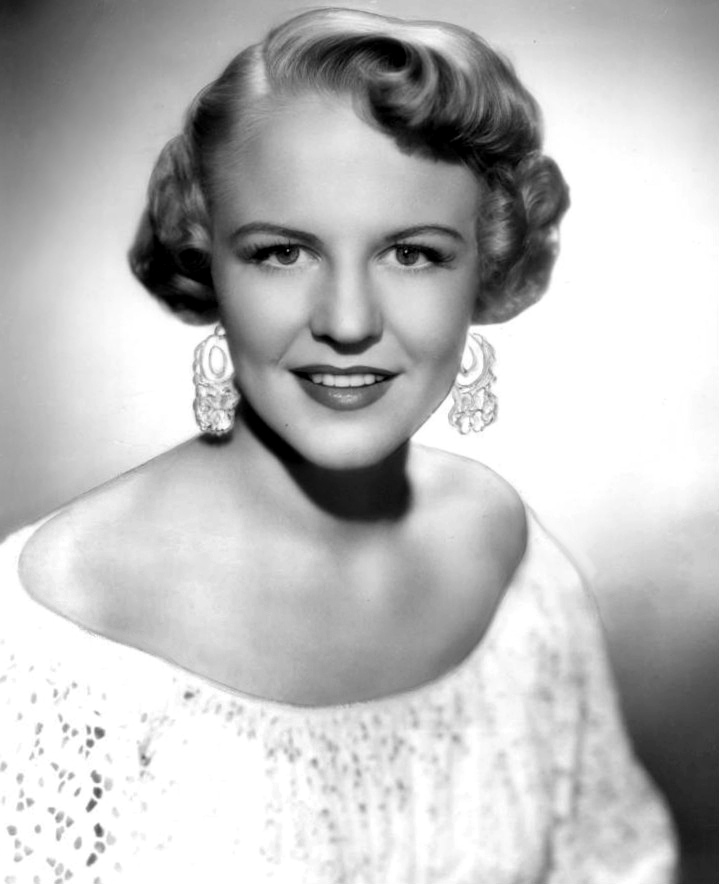
Peggy Lee (1950)

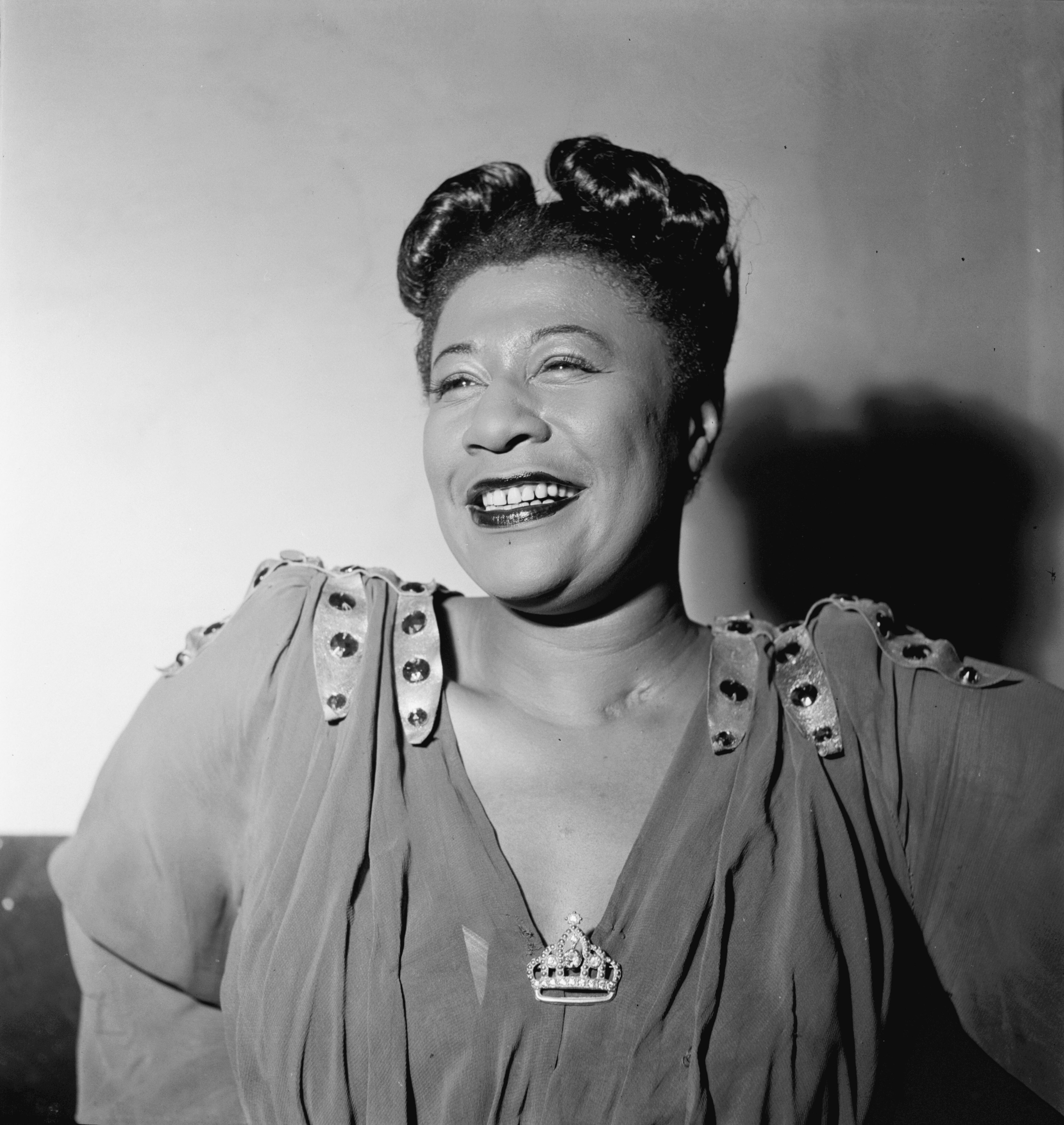
Ella Fitzgerald (1946)

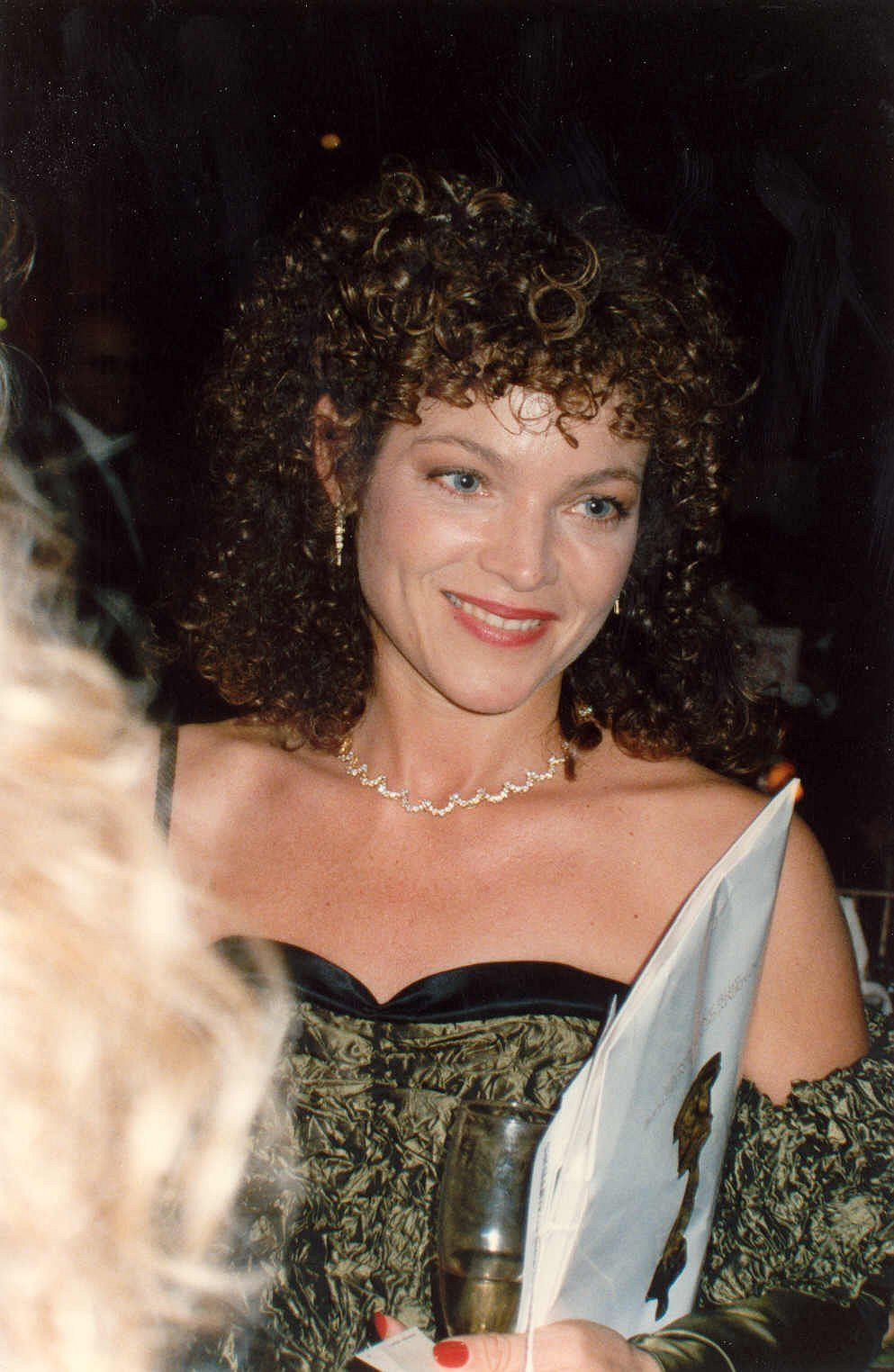
Amy Irving (1989)

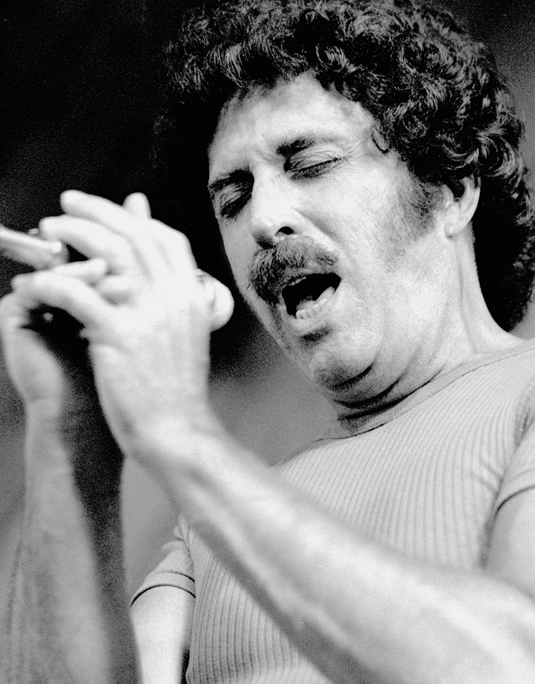
Mark Murphy (2011)

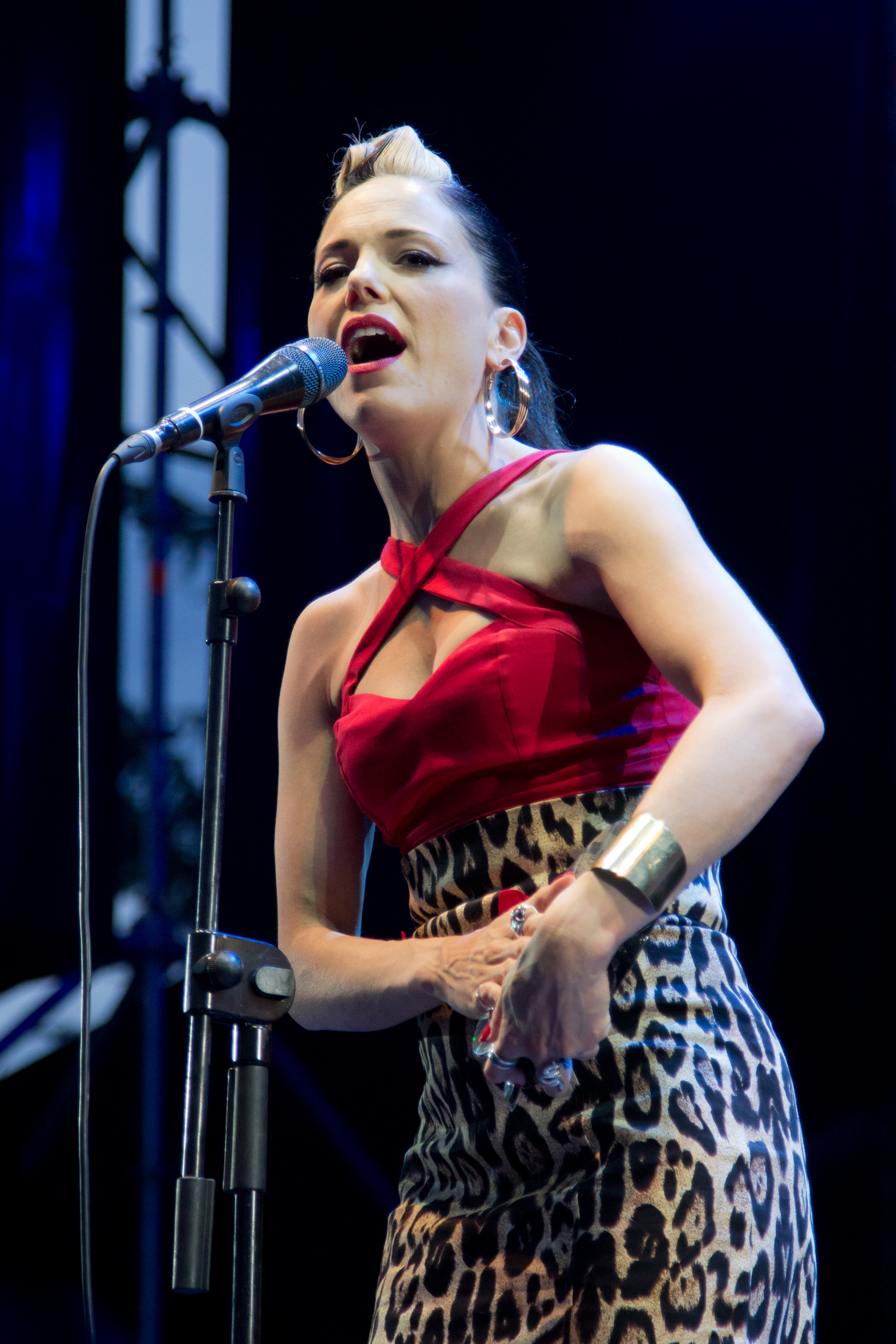
Imelda May (2015)

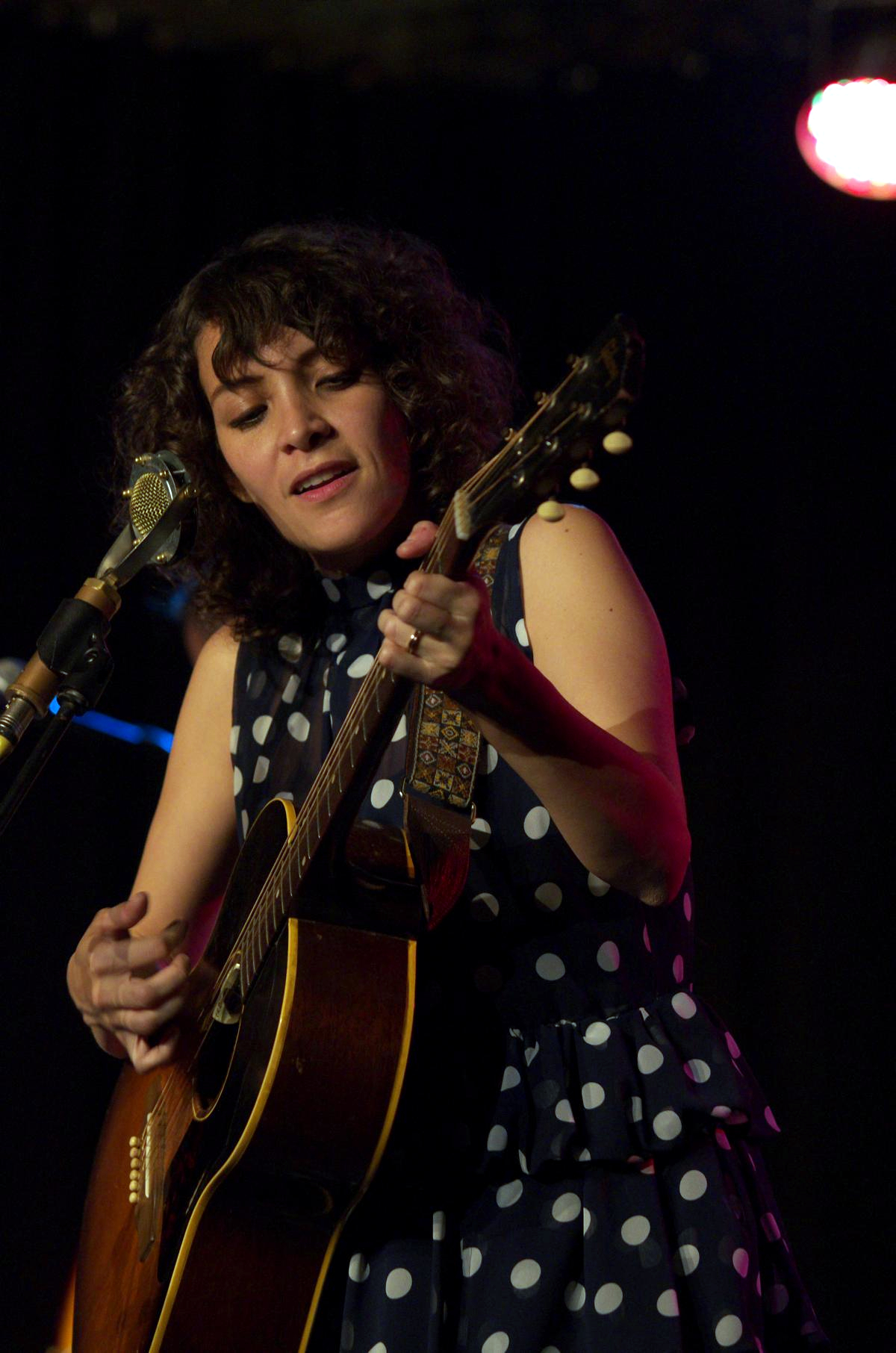
Gabi Moreno (2015)

Why Don’t You Do Right? ist ein Blues aus dem Jahr 1941, der 1943 in der Swing-Version von Peggy Lee und dem Orchester von Benny Goodman populär wurde. Er basiert auf dem bereits 1936 entstandenen Titel Weed Smoker’s Dream. Als Urheber wird zumeist Joe McCoy angegeben. Die Anzahl der eingespielten Coverversionen liegt zwischenzeitlich im dreistelligen Bereich. Bekanntere Remakes sind die Verwendung im Rahmen des Zeichentrick/Realfilm-Mixes Falsches Spiel mit Roger Rabbit (1988) und ein Sample des serbischen DJs Gramophonedzie aus dem Jahr 2010.

## Geschichte
Die Urversion des späteren Lee/Goodman-Hits entstand 1936 als ein 12-taktiger Blues Weed Smoker’s Dream, als dessen Autor der Bluesmusiker Joe McCoy angegeben wird. Die Originalfassung erschien als 78er-Single bei Decca – eingespielt von den Harlem Hamfats, einer Chikagoer Blueskombo, deren Sänger und Gitarrist McCoy zu jener Zeit war. Ob McCoy das Stück allein geschrieben hat oder ob es überhaupt von ihm stammt, ist bis heute nicht geklärt. Für den Musikproduzenten Iván Santiago-Mercado ist darüber hinaus offen, wer in der ersten Aufnahme von Weed Smoker’s Dream für den Gesang verantwortlich war. Während einige von McCoy ausgehen, halten andere den Ko-Leiter der Band, den Trompeter Herb Morand, für den Sänger. Melodisch-stilistisch war Weed Smoker’s Dream ein getragen gehalter Blues. Als auf ein farbiges Publikum hin ausgerichtetes Stück enthielt der Text mehr oder weniger deutliche Anspielungen auf Marihuana-Konsum – speziell aufgrund der Titelwahl („Weed Smoker“ – zeitgenössisches Synonym für Marihuana-Raucher). Im Mittelpunkt steht die Klage über Millionäre, die ihren Schnitt machen; verbunden ist dies mit der Aufforderung, ebenfalls einen Weg zu finden, zu Geld zu kommen.
In den Folgejahren veränderte McCoy den Textinhalt. Neuer Titel war die Fragestellung Why Don’t You Do Right? (auf Deutsch: „Warum tust du nicht das Richtige?“) – ergänzt durch den in Klammern gesetzten Zusatz (Get Me Some Money Too). Der neue Text war aus der Perspektive einer Frau erzählt, welche ihren Partner dazu auffordert, nach draußen zu gehen und ihr auch etwas Geld heimzubringen. Die neue Songversion enthielt keine direkten Drogen-Anspielungen mehr. Stärker als zeitliche Abfolge strukturiert, lässt sich die Jahresangabe der einleitenden Zeile („You had plenty of money 1922“) allerdings als Bezugnahme auf die Ära der Prohibition verstehen – eine Zeit, in der mit illegalen Geschäften viel Geld zu verdienen war. In einem allgemeineren Sinn beinhaltete die neue Liedversion die Botschaft einer Frau an ihren Partner, nicht einfach nur rumzusitzen, sondern etwas (für den gemeinsamen Lebensunterhalt) zu tun. 1941 erschien Why Don’t You Do Right? in der Version von Lil Green, einer farbigen Bluessängerin, die das Stück im zeittypischen „Woman Blues“-Stil interpretierte. B-Seite der Single war Love Me, ein weiterer McCoy-Song. Die Begleitung auf der Gitarre spielte der Bluesmusiker Big Bill Broonzy; hinzu kamen ein paar Akkorde auf dem Stride-Piano. Veröffentlicht wurde die Green-Version bei Bluebird Records, einem auf Jazz und Blues spezialisierten Unterlabel von RCA Victor.
Seinen Durchbruch als international bekannter Popsong erreichte Why Don’t You Do Right? zwei Jahre später in der Version von Peggy Lee und Benny Goodman. Der Überlieferung zufolge nahm Goodman das Stück deswegen in das Repertoire seines Orchesters, weil Lee die Green-Aufnahme sehr gefiel und er seiner damaligen Bandsängerin damit eine Freude machen wollte. Die erste Einspielung von Goodman mit Lee am Gesang entstand am 27. Juni 1942 in New York. Die Single-Veröffentlichung aus demselben Jahr erschien bei Columbia als B-Seite der Aufnahme Six Flats Unfurnished. Seinen großen Durchbruch hatte der Song 1943 aufgrund des Cameo-Auftritts von Goodman und Band in dem Kriegsmobilisierungs-Musikfilm Stage Door Canteen.
Rhythmus und Vortragsschnelle der Goodman/Lee-Version waren – verglichen mit denen der Harlem Hamfats und Lil Greens – stark an den schmissig-optimistischen Swing-Sound des damals vorherrschenden Pop-Mainstreams angepasst. Rückblickend erwies sich Why Don’t You do Right? zwar nicht als der größte Hit während der Zusammenarbeit von Goodman und Lee. Allerdings erreichte er in den Billboard-Charts die Rangnummer 4 und blieb über Wochen in den Hitparaden präsent. Für Peggy Lee erwies sich das Stück als Abschluss ihrer Karriere als Bigband-Sängerin. Columbia brachte die Aufnahme in unterschiedlichen Zusammenstellungen neu auf den Markt – einmal als A-Seite mit dem Duke-Ellington-Stück I Got It Bad (And That Ain’t Good) auf der Rückseite, ein anderes Mal zusammen mit Somebody Else Is Taking My Place.
Ähnlich stark verbreitet wie die Auftrittssequenz in State Door Canteen ist eine zweite Liedversion von Peggy Lee – eine Neuinterpretation mit Dave Barbour und seinem Orchester aus dem Jahr 1951. Musikalisch hebt sich die 1951er-Neueinspielung deutlich von den mit Goodman eingespielten Version ab: Einhergehend mit Lees stärkerer Zuwendung zum Jazz nach dem Weggang von Goodman nahmen Lee und ihr damaliger Lebenspartner Barbour den Titel mit schmaler Jazzcombo-Besetzung auf. B-Seite ist ein weiterer bekannter Lee-Song – das Mambo-Stück Mañana. Veröffentlicht wurde die neue Version von Lees neuer Plattenfirma Capitol, bei der sie ab Anfang der 1950er-Jahre unter Vertrag stand.
Als herausragendes Stück aus ihrer Phase als Bigband-Sängerin ist Why Don’t You Do Right? ein fester Bestandteil auf unterschiedlichen Best-Of-Alben und Kompilationen zu Peggy Lee. Weitere Aufmerksamkeit erhielt das Stück zu zwei Anlässen: Zum einen aufgrund der Verwendung in dem Animations-Realfilm-Mix Falsches Spiel mit Roger Rabbit aus dem Jahr 1988. Der animierten Version ihre Stimme lieh die US-amerikanische Schauspielerin und Sängerin Amy Irving. 2010 avancierte die Dancefloor-Version des serbischen DJs Gramophonedzie (Why Don’t You) zum Clubhit und landete damit auf Platz 2 der britischen Dance-Charts.

## Weitere Versionen
Als bekannter Titel der späten Swing-Ära wurde Why Don’t You Do Right? in zahlreichen Coverversionen neu eingespielt. Das stilistische Spektrum reicht von klassischem Swing und Jazz bis hin zu elektronischen Neubearbeitungen unter Zuhilfenahme von Sample-Techniken – wie beispielsweise in der weiter oben aufgeführten Version von Gramophonedzie aus dem Jahr 2010. Beliebtes Interpretations-Rohmaterial ist Why Don’t You Do Right? speziell in den Bereichen Neoswing und Neoburlesque. Die Anzahl bekannterer Einspielungen lag Mitte der 2010er-Jahre im dreistelligen Bereich. Sowohl der iTunes Music Store als auch die Video-Plattform YouTube sowie das Musik-Nachschlageportal Discogs listen x-Dutzende unterschiedlicher Versionen.
Relativ zeitnah eingespielt wurde der Song von einigen Interpret(inn)en im Bereich Jazz und Crooning. Helen Merrill interpretierte ihn 1960 auf ihrer in Rom aufgenommenen LP Parole e musica zusammen mit dem Orchester von Piero Umiliani. Weitere Einspielungen der frühen 1960er-Jahre stammen von Della Reese (Album: Della Della Cha Cha Cha, 1960) und Julie London (Album: Whatever Julie Wants, 1961). Ella Fitzgerald interpretierte Why Don’t You do Right? in einer Aufnahme mit dem Jazz-Gitarristen Joe Pass, Shirley Horn auf ihrem Album You’re My Thrill. Zu den männlichen Vokalisten, welche das Lied mit in ihr Repertoire übernahmen, zählen der Entertainer Mel Tormé, der Rock’n’Roll-Sänger Fats Domino sowie der Jazzsänger Mark Murphy.
Im Bereich Pop coverten das Stück unter anderem Sinéad O’Connor (1992), Natalie Cole (2008) sowie die Neorockabilly-Chanteuse Imelda May (2009). Die Neuauflagen in den Bereichen Pop, Neoburlesque, Neoswing und Vintage sind großteils jüngeren Datums. Neueinspielungen vor nahmen unter anderem die US-amerikanische Old-Time-Band Carolina Chocolate Drops, die Straßenjazz-Combo Speakeasies’ Swing Band!, die Hip-Hop-Interpretin Gavlin, die Neoswing-Formationen Tony Burgos & His Swing Shift Orchestra und Charlotte Swing Band, die amerikanische Jazzinterpretin Eden Brent, die deutsche Jazzsängerin Lisa Bassenge, das New Yorker Bandprojekt Rasputina und die deutsche Sixties-Retroband Montesas.
Flankierend hinzu kamen stilistisch oder genremäßig ungewöhnliche Veröffentlichungen sowie Interpretationen zu besonderen Gelegenheiten. Die Elektronikmusik-Interpretin Bev Lee Harling veröffentlichte Why Don’t You Do Right 2013 als Single mit zwei unterschiedlichen Remix-Versionen. Instrumentalversionen – vorwiegend aus dem Bereich Jazz – stammen von Herbie Mann und dem auf Smooth-Style versierten Saxophonisten Mark Maxwell. Die Sängerin Lana Del Rey nahm Why Don’t You Do Right? 2015 in das Programm ihrer Endless Summer Tour auf. Heidi Klum interpretierte das Stück 2015 im Rahmen einer Roger-Rabbit-Performance. Die Ur-Version der Harlem Hamfats schließlich erlebte 2013 auf einem Album des Schauspielers und Sängers Hugh Laurie (bekannt unter anderem aus der TV-Serie Dr. House) eine Neuauflage. Den Gesangspart dabei absolvierte die Sängerin Gaby Moreno.
Zusätzliche Verbreitung erfuhr das Stück darüber hinaus aufgrund seiner Verwendung bei den beiden Video-Games Mafia II und Fallout: New Vegas.

## Populärkulturelle Einordnung
Ähnlich wie andere Titel von Peggy Lee – beispielsweise ihr Welterfolg Fever – zählt auch Why Don’t You Do Right? zu den internationalen Hit-Klassikern der 1940er und 1950er. Namentlich aufgeführt als Beispiel für sentimentale Lebenserinnerungen wird der Song in dem Roman Die Liebe, die du mir versprachst von der mexikanischen Autorin Silvia Molina. Die New York Times beschrieb das Stück in ihrem Peggy-Lee-Nachruf 2002 als entscheidende Etappe der Sängerin auf dem Weg hin zu ihrer späteren Solokarriere und wertete es mit den Worten: „Sie sang den Joe-McCoy-Song mit einer Stimme, die demonstrierte, dass sie in harten Zeiten so gut singen konnte wie jedermann auf der Straße; ihre Version wurde zu einem der größten Verkaufserfolge im Land.“ Zu einer differenzierteren Einschätzung kam der Jazz-Kritiker Will Friedwald 1992 in seinem Buch Swinging Voices Of America. Zwar bewertet Friedwald vor allem das spätere Œuvre von Lee als richtig überragend. Die Basis dafür habe sich Lee jedoch in den Jahren ihrer Zusammenarbeit mit Benny Goodman geschaffen.